# Vatemo Ravouvou
Vatemo Ravouvou (31 de julho de 1990) é um jogador de rugby fijiano, que joga na posição de back.

## Carreira

### Rio 2016
Fez parte do elenco da Seleção de Rugbi de Sevens de Fiji, nos Jogos Olímpicos Rio 2016, conquistando a medalha de ouro.